# Hirschsäule

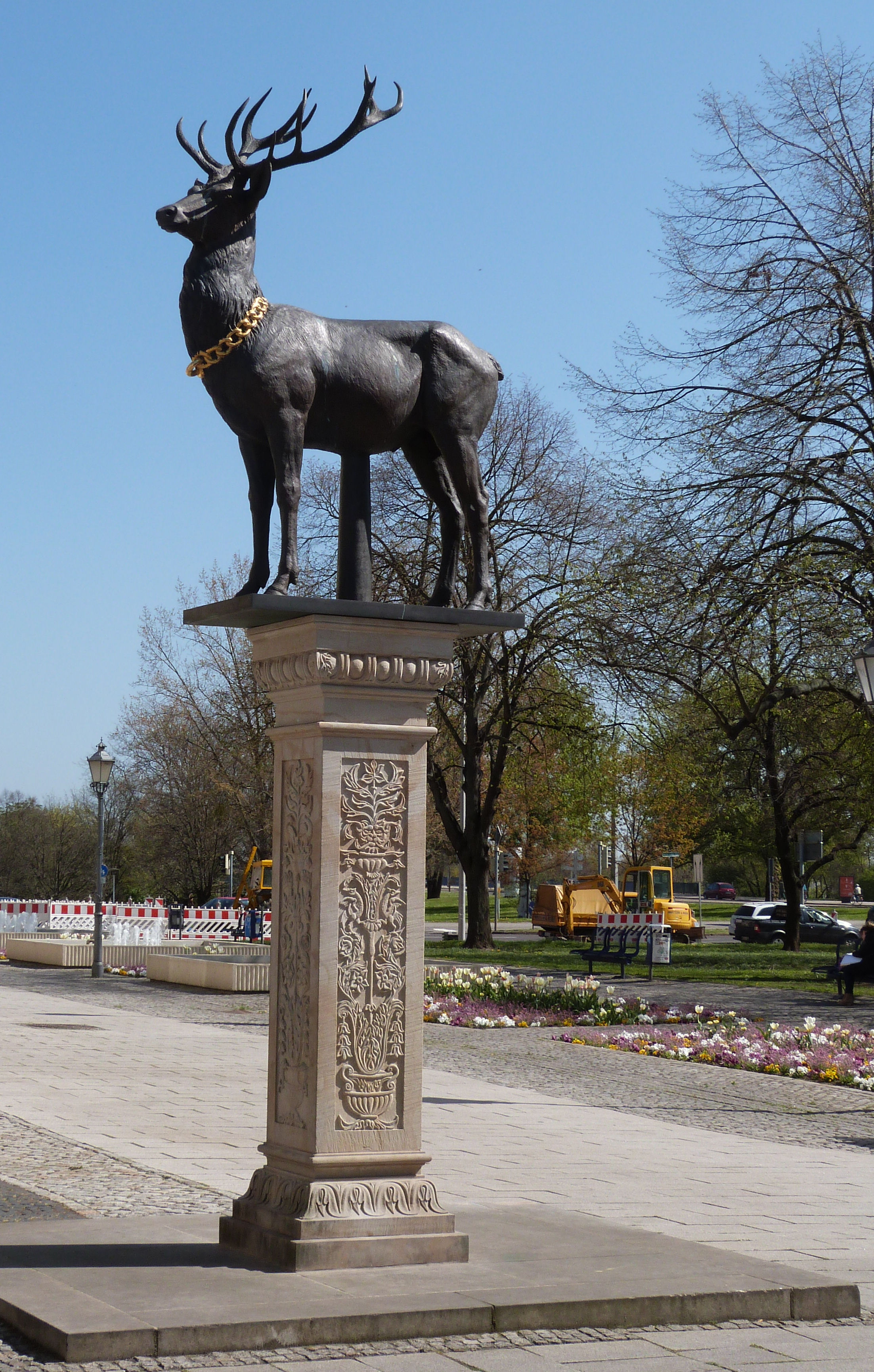
Hirschsäule (2016)

Die Hirschsäule in Magdeburg ist ein Standbild auf dem Alten Markt der Stadt.
Sie befindet sich seit 2012 wenige Meter neben der südwestlichen Ecke des Magdeburger Rathauses, geht jedoch auf eine ältere Tradition zurück.

## Geschichte
Die ursprüngliche Säule befand sich unweit des heutigen Standorts vor dem Haus Alter Markt Nr. 14, in der südöstlichen Ecke des Platzes, etwa in der Nähe der Einmündung der Hartstraße. Neben dem Roland und dem Magdeburger Reiter stellte sie das dritte Standbild auf dem Platz dar. Auf alten Zeichnungen der Stadt ist das Standbild gut zu erkennen, so auch auf einem Holzschnitt von Hans Renz aus dem Jahr 1552. Eine erste Erwähnung erfolgte bereits 1429. Da in einer späteren Chronik bereits für 1425 eine Hirschstraße erwähnt wird, ist eine noch frühere Entstehung möglich. Eine Erneuerung fand 1503 statt. Andere Angaben nennen, wohl unrichtig, das Jahr 1513. Eine zeitgenössische Abbildung der Hirschsäule aus dem 16. Jahrhundert findet sich in der Chronica der Sachsen und Nidersachsen von Johannes Pomarius aus dem Jahr 1589. In den Magdeburger Stadtchroniken von 1587 erwähnte Pomarius in einem Satz den Hirsch. Bei der Zerstörung Magdeburgs im Dreißigjährigen Krieg 1631 wurde auch die Hirschsäule zerstört und später nicht wieder aufgebaut.

## Gestaltung

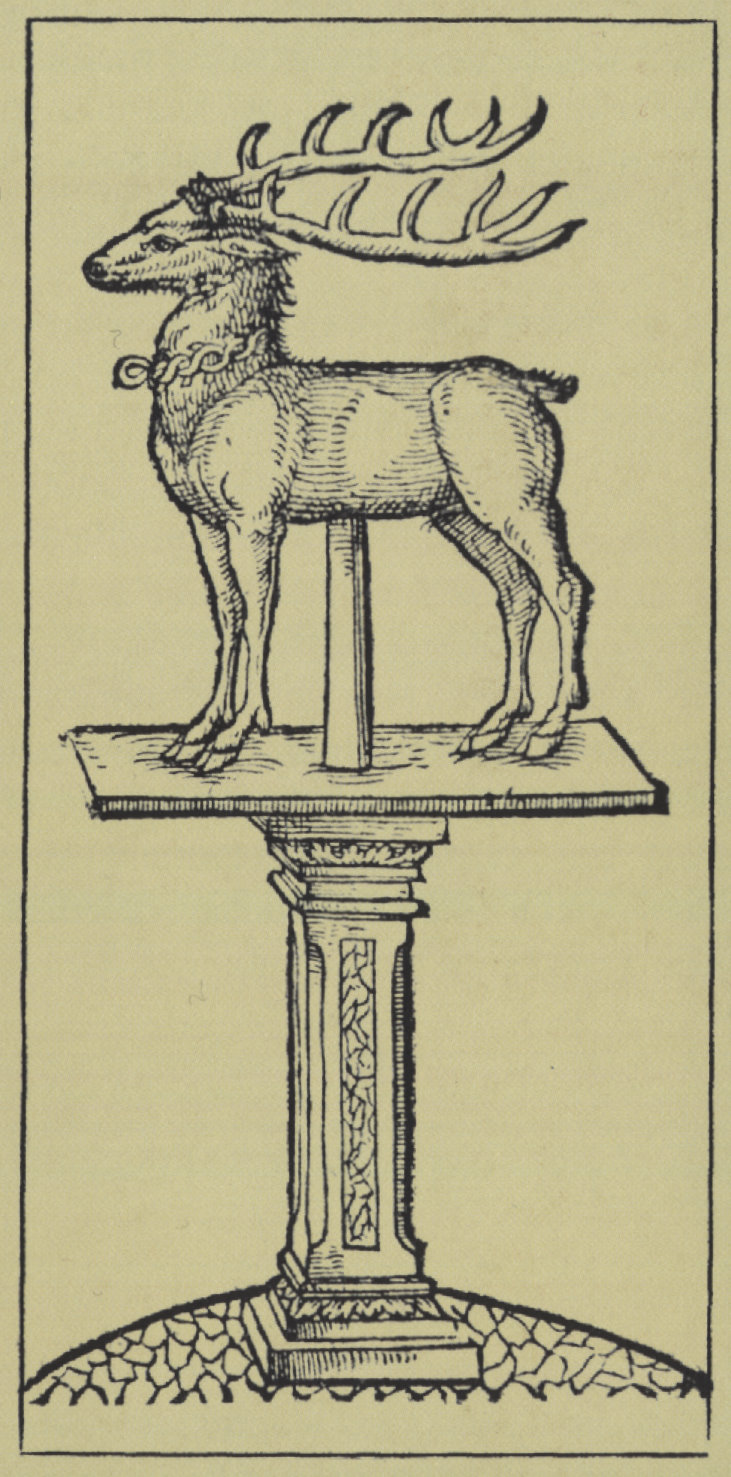
Hirschsäule in der Chronika von 1589

Das historische Standbild wurde als Hirsch mit goldenem Halsband beschrieben, der auf einer wohl runden Säule steht und zum Roland hinübersieht. Die Säule könnte aus Holz oder Stein gefertigt gewesen sein. Für den Hirsch wird angenommen, dass er aus Metall gegossen war. Möglicherweise war das Standbild farbig gestaltet. Eine farbig gestaltete ähnliche Hirschsäule ist für das Jahr 1641 aus Lübeck überliefert.

## Bedeutung

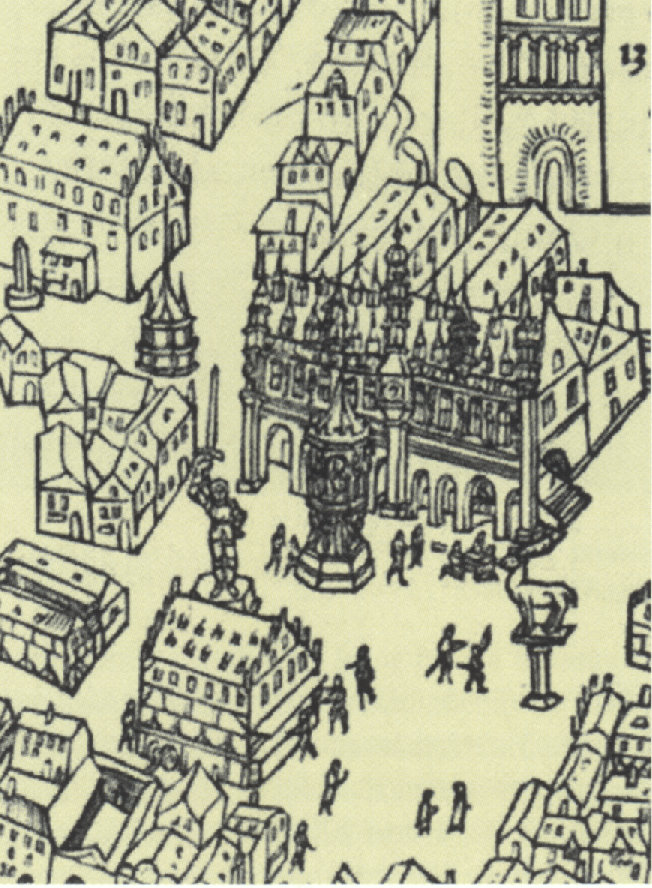
Der Alte Markt auf dem Holzschnitt des Hans Renz aus dem Jahr 1552, rechts unten die Hirschsäule, links davon der Magdeburger Reiter und der Magdeburger Roland

Die Bedeutung des Hirsches ist umstritten. Möglicherweise geht er auf eine alte Sage zurück, wonach Kaiser Karl der Große einen solchen Hirsch gefangen haben soll. Nach einer anderen Version soll der Kaiser den Hirsch mit dem Halsband geschmückt und wieder in die Freiheit entlassen haben. Auf dem Halsband habe gestanden: Lieber Jäger, laß mich leben, ich will dir mein Halsband geben. Der Hirsch sei dann fast 400 Jahre später in der Regierungszeit von Kaiser Friedrich Barbarossa wieder gesehen worden. Ähnliche Überlieferungen finden sich in zahlreichen Mythen verschiedener Epochen und Regionen, so dass der Anlass der Errichtung der Hirschsäule in Magdeburg im Dunkeln bleibt.
Für das Jahr 1550 gibt es einen Bericht, wonach im Befestigungsgraben der Stadt mehrere Hirsche lebten. Während der Belagerung durch Moritz von Sachsen soll am 5. Dezember 1550 von der Neustadt her jemand in den Graben gefallen und dann von einem der Hirsche über längere Zeit angegriffen und schließlich getötet worden sein. Ein Zusammenhang mit der Hirschsäule ist jedoch eher unwahrscheinlich, da das Hirschstandbild zu diesem Zeitpunkt schon über lange Zeiträume bestand.
1678, 47 Jahre nach dem Verschwinden der Säule, berichtete Gottfried Gengenbach, dass sich vor dem Magdeburger Haus der Gewandschneider ursprünglich eine Branntweinschänke befunden habe, die für viel Ärger und Streitereien sorgte. Dieses Gebäude habe man später abgerissen und zur Erinnerung einen hölzernen Hirsch auf einer Säule errichtet, der nun jedoch nicht mehr vorhanden sei.
Andere Vermutungen sehen im Hirsch ein Rechtssymbol mit Bezug zum Magdeburger Schöffenstuhl.
Eine weitere Vermutung sieht in dem Hirsch ein Symbol für die Verheißung des himmlischen Paradieses und des christlichen Glaubens, ein in der Zeit der Renaissance bekannte Symbolik. Danach bildeten die drei Denkmäler des Marktplatzes Magdeburger Roland, Magdeburger Reiter und die Hirschsäule eine sich aufeinander beziehende Konstellation. Der Roland stand danach für den Schöffenstuhl und somit für die eigene Gerichtsbarkeit und Unabhängigkeit der Stadt, während der Reiter für die von Magdeburg angestrebte Reichsunmittelbarkeit stand. Der Hirsch komplettierte das Ensemble um den Aspekt des Glaubens, wobei er allerdings dem Magdeburger Dom und damit auch dem Erzbischof den Rücken zukehrte.

## Erinnerung
Der Hirschsäule verdankt die heute noch bestehende Hartstraße ihren Namen. Wohl auf Grund ihrer Einmündung auf den Alten Markt in Höhe der Säule wurde sie ursprünglich umgangssprachlich als Hirschstraße bezeichnet. Durch spätere Missverständnisse ergab sich dann der heutige Name Hartstraße. Auch als Hauszeichen soll der Hirsch über lange Zeiten noch in Gebrauch gewesen sein, allerdings ist ein direkter Bezug der Hauszeichen zur ursprünglichen Hirschsäule nicht bekannt.

## Wiederaufbau
Im April 2007 hatte ein Freundeskreis Magdeburger Symbole eine Initiative zur Wiedererrichtung der Hirschfigur an historischer Stelle begonnen. Mit starker Öffentlichkeitsarbeit wurden Sponsoren für das Projekt gesucht. Die Finanzierung erfolgte weitgehend aus privaten Mitteln. Im Jahr 2011 wurde südwestlich vor dem Rathaus ein Unterbau für die Säule des Hirschs geschaffen. Die Enthüllung der neuen Hirschfigur erfolgte am 9. November 2012 gegen 16.00 Uhr in Anwesenheit des Oberbürgermeisters Lutz Trümper und des Alt-Oberbürgermeisters Willi Polte.